# ぜったい中出し警報! -中出ししないと人類滅亡!?-
『ぜったい中出し警報! -中出ししないと人類滅亡!?-』（ぜったいなかだしけいほう なかだししないとじんるいめつぼう）は、2009年1月23日にsofthouse-sealより発売された18禁のパソコンゲーム（アダルトゲーム）ソフトである。
2011年9月30日に発売された『seal best collection2 -エロいっぱいの真心ギフト これでいつでもH三昧!!-』に収録された。

## 登場人物
柚木 舞子（ゆずき まいこ）
声 - 霜月優
身長165cm。スリーサイズはB84/W58/H85。
ジョディ・スミス
声 - 秋葉モモ代
身長171cm。スリーサイズはB95/W62/H90。
ハンナ・スミス
声 - 津軽りんご
身長152cm。スリーサイズはB78/W54/H80。
真野 もとか（まの もとか）
声 - 桃華れん
身長160cm。スリーサイズはB89/W58/H86。
園崎 葵（そのざき あおい）
声 - 秋葉モモ代
身長168cm。スリーサイズはB82/W52/H81。
高郷 光（たかさと ひかり）
声 - 津軽りんご
身長166cm。スリーサイズはB86/W62/H88。

## スタッフ
- 原画 - あちくん
- シナリオ - 蜜村あんず